# Hoofdklasse hockey heren 1991/92
Het seizoen 1991/92 is de 19de editie van de herenhoofdklasse waarin onder de KNHB-vlag om het landskampioenschap hockey werd gestreden. 
In het voorgaande seizoen zijn Pinoké en Forward. Voor hen kwamen MEP en Hattem in de plaats.
HDM werd landskampioen, nieuwkomer MEP en Victoria degradeerden rechtstreeks.

## Eindstand
Na 22 speelronden was de eindstand:
| #  | Club              | GS | W  | G | V  | P  | DV      | DT      | DS  |
| -- | ----------------- | -- | -- | - | -- | -- | ------- | ------- | --- |
| 1  | HDM               | 22 | 14 | 6 | 2  | 34 | 44 - 21 | 44 - 21 | +23 |
| 2  | Bloemendaal       | 22 | 13 | 4 | 5  | 30 | 50 - 32 | 50 - 32 | +18 |
| 3  | HGC               | 22 | 12 | 5 | 5  | 29 | 56 - 25 | 56 - 25 | +31 |
| 4  | Klein Zwitserland | 22 | 10 | 6 | 6  | 26 | 53 - 39 | 53 - 39 | +14 |
| 5  | Amsterdam         | 22 | 7  | 8 | 7  | 22 | 45 - 41 | 45 - 41 | +4  |
| 6  | SCHC              | 22 | 6  | 8 | 8  | 20 | 25 - 34 | 25 - 34 | -9  |
| 7  | Oranje Zwart      | 22 | 7  | 5 | 10 | 19 | 34 - 39 | 34 - 39 | -5  |
| 8  | Kampong           | 22 | 6  | 7 | 9  | 19 | 37 - 44 | 37 - 44 | -7  |
| 9  | Hattem            | 22 | 6  | 7 | 9  | 19 | 31 - 40 | 31 - 40 | -9  |
| 10 | Tilburg           | 22 | 5  | 6 | 11 | 16 | 27 - 45 | 27 - 45 | -18 |
| 11 | MEP               | 22 | 6  | 4 | 12 | 16 | 31 - 59 | 31 - 59 | -28 |
| 12 | Victoria          | 22 | 6  | 2 | 14 | 14 | 35 - 49 | 35 - 49 | -14 |

### Legenda
| Afk.        | Betekenis                                                                      |
| ----------- | ------------------------------------------------------------------------------ |
| GS          | aantal gespeelde wedstrijden                                                   |
| W           | aantal gewonnen wedstrijden                                                    |
| G           | aantal gelijk gespeelde wedstrijden                                            |
| V           | aantal verloren wedstrijden                                                    |
| P           | totaal aantal punten                                                           |
| DV          | aantal gemaakte doelpunten                                                     |
| DT          | aantal doelpunten tegen                                                        |
| DS          | doelsaldo                                                                      |
| HDM         | Landskampioen HDM plaatst zich voor de Europacup I 1993                        |
| Bloemendaal | Bloemendaal en Europacup II-houder HGC plaatsen zich voor de Europacup II 1993 |
| MEP         | MEP en Victoria zijn rechtstreeks gedegradeerd                                 |

## Topscorers
| #  | Speler                | Club              | Goals |
| -- | --------------------- | ----------------- | ----- |
| 1. | Gijs Weterings        | HGC               | 28    |
| 2. | Floris Jan Bovelander | Bloemendaal       | 18    |
| 3. | Remco van Wijk        | Bloemendaal       | 16    |
| 4. | Peter Kooke           | Hattem            | 15    |
| 4. | Koen Pijpers          | HDM               | 15    |
| 4. | Richard Brinkman      | Kampong           | 15    |
| 4. | Frank-Jan van Waveren | Victoria          | 15    |
| 8. | Maurits Crucq         | Klein Zwitserland | 13    |
| 8. | Taco van den Honert   | Amsterdam         | 13    |

Nederlands landskampioenschap:

1897/98 ·
1898/99 ·
1899/00 ·
1900/01 ·
1901/02 ·
1902/03 ·
1903/04 ·
1904/05 ·
1905/06 ·
1906/07 ·
1907/08 ·
1908/09 ·
1909/10 ·
1910/11 ·
1911/12 ·
1912/13 ·
1913/14 ·
1914/15 ·
1915/16 ·
1916/17 ·
1917/18 ·
1918/19 ·
1919/20 ·
1920/21 ·
1921/22 ·
1922/23 ·
1923/24 ·
1924/25 ·
1925/26 ·
1926/27 ·
1927/28 ·
1928/29 ·
1929/30 ·
1930/31 ·
1931/32 ·
1932/33 ·
1933/34 ·
1934/35 ·
1935/36 ·
1936/37 ·
1937/38 ·
1938/39 ·
1939/40 ·
1940/41 ·
1941/42 ·
1942/43 ·
1943/44 ·
1944/45 ·
1945/46 ·
1946/47 ·
1947/48 ·
1948/49 ·
1949/50 ·
1950/51 ·
1951/52 ·
1952/53 ·
1953/54 ·
1954/55 ·
1955/56 ·
1956/57 ·
1957/58 ·
1958/59 ·
1959/60 ·
1960/61 ·
1961/62 ·
1962/63 ·
1963/64 ·
1964/65 ·
1965/66 ·
1966/67 ·
1967/68 ·
1968/69 ·
1969/70 ·
1970/71 ·
1971/72 ·
1972/73
Hoofdklasse heren:

1973/74 · 
1974/75 · 
1975/76 · 
1976/77 · 
1977/78 · 
1978/79 · 
1979/80 · 
1980/81 · 
1981/82 · 
1982/83 · 
1983/84 · 
1984/85 · 
1985/86 · 
1986/87 · 
1987/88 · 
1988/89 · 
1989/90 · 
1990/91 · 
1991/92 · 
1992/93 · 
1993/94 · 
1994/95 · 
1995/96 · 
1996/97 · 
1997/98 · 
1998/99 · 
1999/00 · 
2000/01 · 
2001/02 · 
2002/03 · 
2003/04 · 
2004/05 · 
2005/06 · 
2006/07 · 
2007/08 · 
2008/09 · 
2009/10 · 
2010/11 · 
2011/12 · 
2012/13 ·
2013/14 ·
2014/15 ·
2015/16 ·
2016/17 ·
2017/18 ·
2018/19 ·
2019/20 ·
2020/21 ·
2021/22 ·
2022/23 ·
2023/24 ·
2024/25 ·
Nederlandse competities: Hoofdklasse (zaal) · Promotieklasse · Overgangsklasse · Eerste klasse · Tweede klasse · Derde klasse · Vierde klasse · Gold Cup · Silver Cup

Nederlands kampioenschap: Lijst van Nederlandse landskampioenen hockey · Lijst van Nederlandse landskampioenen zaalhockey

Europese competities: Euro Hockey League · Europacup I · Europa Cup II · Europacup zaalhockey